# (300173) 2006 WT
(300173) 2006 WT es un asteroide que forma parte del cinturón interior de asteroides descubierto el 17 de noviembre de 2006 por el equipo del Lincoln Near-Earth Asteroid Research desde el Laboratorio Lincoln, Socorro, Nuevo México, Estados Unidos.

## Designación y nombre
Designado provisionalmente como 2006 WT.

## Características orbitales
2006 WT está situado a una distancia media del Sol de 1,896 ua, pudiendo alejarse hasta 1,982 ua y acercarse hasta 1,810 ua. Su excentricidad es 0,045 y la inclinación orbital 20,90 grados. Emplea 954,090 días en completar una órbita alrededor del Sol.

## Características físicas
La magnitud absoluta de 2006 WT es 17,1. 